# Gulihosahalli, Holalkere
Gulihosahalli là một làng thuộc tehsil Holalkere, huyện Chitradurga, bang Karnataka, Ấn Độ.